# シャイニング・フォース外伝 ファイナルコンフリクト
『シャイニング・フォース外伝 ファイナルコンフリクト』（シャイニング・フォースがいでん ファイナルコンフリクト）は、1995年にセガ・エンタープライゼスがゲームギアで発売したシミュレーションRPG。2006年には『シャイニングフォース クロニクルIII』という名前で本作のリメイクがモバイルで登場。

## 概要
シャイニング・シリーズの7作目であり、シリーズ上の時系列では『シャイニング・フォース』から数年後の物語であり、シャイニング&ザ・ダクネス・シャイニング・フォース2に繋がっていく物語でもある。
プレイヤーは光の軍勢「シャイニング・フォース」を率い、各地を転戦して経験を積み、新たな仲間を加えながら闇の軍勢に立ち向かうことになる。
基本的なゲームの流れなどは前作より改良された部分もあるが、ほぼ同じ。主人公となるキャラには基本的にセリフがない。

## ストーリー
マックス率いるシャイニングフォースがダークドラゴンを倒し、世界に平和を取り戻してから数年後、死んだと思っていたミシャエラが、再び悪魔軍を率い野望を企てていた。それを知ったマックスは、新たなシャイニングフォースを率いミシャエラの後を追うが、戦いの途中アダムが傷つき倒れてしまう。マックスは傷ついたアダムと数人の仲間を残し、ミシャエラを追った。港町ハッサンで傷を癒したアダムと仲間たちは、マックスの後を追おうとするが………

## システム
本陣では部隊を編成できる。プレイヤーキャラクターは最大19人にもなるが、実際に戦闘に参加できるのは12人までである。そのため、すでに12人以上のキャラクターがいる場合、誰かを外さなければならない。
道具屋や武器屋ではアイテムが購入できる。また、捨ててしまった重要なアイテムは、「掘り出し物」に並ぶ。

### 戦闘

#### 戦闘の流れ
戦闘が始まると、各キャラクターは素早さのステータスが高い順に行動する。点滅しているマスの範囲内に移動でき、そこから武器や魔法の範囲に敵がいれば攻撃できる。戦闘シーンはプレイヤーと敵が斜めに向き合い、攻撃方法に応じたアニメーションで描かれる。
攻撃パターンには武器を用いた通常攻撃の他に、MPを消費する魔法もある。魔法はひとつの種類につき最大4レベル存在し、レベルが高いほど消費MPが大きくなるが、威力や効果範囲は向上する。
敵の種類は若干増えたものの、登場するものは前作とほぼ同じである。しかし、能力は全体的に前作より強化されており、特に魔法を多用する敵はHPが大幅に強化されている。そのため、難易度は前作より高い。
主人公が倒されるとゲームオーバーとなるが、主人公とマックスが使える「リターン」の魔法か、アイテムの「てんしのはね」を使うことにより、ペナルティなしで戦闘から離脱できる。再び戦闘を行った場合、敵はすべて戦闘前の状態に戻る。これを利用して経験値や資金を稼ぐ設定は本作でも健在。

#### 地形効果
キャラクターの位置する地形タイプに応じて地形効果が発生する。これは数値として、画面の左上にパーセンテージで表示される。
地形効果が高いほど敵から受けるダメージは緩和されるが、一般的に高い地形効果を持つ場所は山脈地帯や岩場、森林などの足場が悪い場所で、特定の職業のユニットがそれらの場所に侵入すると著しく移動範囲が狭くなる。
例外として飛行系のユニットは地形効果を受けないが、防御面の利点が受けられず、大きなダメージを受けるリスクを伴う。

### レベルと転職
経験値が100ポイントに達するとレベルが上がる。経験値は敵へダメージを与えた時、敵の撃破時、味方の回復時などに得られ、攻撃時の獲得経験値は敵とのレベル差で大きく変動する。そのため、味方のレベルが高いと得られる経験値は少なくなり、差が極端に大きい場合は1ポイントにまで減少する。
レベルが10を超えると、教会で上級職に転職できる。転職できる職業は、転職前の職業によって1つに決まっている。転職するとレベルが1に戻るが、前作とは違いステータスは低下しない。レベルアップによるステータスの成長が早くなり、強力な武器を装備することも出来るようになる。

### 装備
装備品は「剣」、「斧」、「ランス」、「スピア」、「ナイフ(手裏剣)」、「杖」、「矢」、「リング」の8種類に分類され、職業によって装備できる武器のタイプは決められている。「リング」は武器とは別に装備でき、ステータスを向上させる効果がある。武器による攻撃は基本的に単体攻撃である。
「杖」、「剣」、「斧」、「ランス」は周囲4マスの敵のみを攻撃できる近接戦闘武器であり、後者になるほど攻撃性能は高くなる傾向にある。「スピア」、「ナイフ(手裏剣)」は周囲8マスと縦横直線2マスの攻撃範囲を持つ。「矢」は周囲4マスを除き縦横直線2マス、周囲斜め1マスを基本攻撃範囲とするが、上位の矢はより広範囲の敵を攻撃できる。
また、装備品の中には使用すると魔法の効果を持つものがあり、あまり酷使すると「ひび」や「けむり」といった異常が発生する。さらに使用を続けると消滅してしまうが、その前に武器屋で修理すれば、再び使用できるようになる。
装備品の中には呪われたアイテムが存在し、装備すると外せなくなり、ダメージを受けたり行動が制限されるなどのペナルティが課せられる。しかし、呪われたアイテムの多くは強力な効果を持つ。呪いは教会で解除できる。
持てるアイテムの上限は、現在装備している武器やリングを含めて4つまでである。たとえば、騎士などは遠距離攻撃もできるが威力の低いスピアと、近接戦闘のみだが威力の高いランスを装備でき、場面によって使い分ける戦い方ができる。しかしその場合、他に持てるアイテムは2個までに制限される事となる。

### コマンドの選択方法
コマンドは十字キーの上、下、左、右に割り振られている。たとえば、戦闘時の移動後は上下左右に攻撃、待機、道具、魔法が表示され、魔法を選択した場合は覚えている魔法が表示され、レベルがあるものは更にレベル選択になる。

## 世界観
『シャイニング・フォース』の世界は一般的な剣と魔法の中世西洋ファンタジーであるが、作品によっては古代文明の遺産であるロボット系モンスターなども登場する。
主に登場する種族は一般的な「人間」のほか、上半身が人間で下半身が馬の「ケンタウロス」、小柄な体格の「ホビット」、強い力を持つ「ドワーフ」、特異な耳の形をした「エルフ（ダークエルフ）」など。
敵ユニットとしては「ゴブリン」、「ゾンビ」、「ペガサスナイト（ケンタウロスに羽が生えた者）」、「ドラゴン」など一般的なファンタジー系モンスターが登場する。

## 職業
本作には種族とは別に多数の職業が登場する。左は初期、右は転職後の職業名。
「剣士」→「勇者」
主人公とマックスの職業。ただしマックスは上級職の勇者のみ。すべてにおいて平均したステータスを持つ。倒されるとパーティー全体の敗北となり、持ち金が半分になるペナルティと共に教会に戻される。町に戻る魔法「リターン」を唯一使うことができる。武器は剣のみを装備できる。
「騎士」→「パラディン」
ケンタウロス専用の職業。武器は近接戦闘のみの「ランス」と遠距離も攻撃できる「スピア」の2種類を使うことができる。攻撃・防御のバランスが良く移動力も高いが、移動力が森・山脈・瓦礫などでは大きく落ちるのが難点。
「戦士」→「ウォリアー」
近接系の武器を使う、主にドワーフ系キャラクターの職業。移動力は高くないが、足場が悪い場所でも大きく低下しない。防御力に秀でるが、体力はそれほど多くなく、素早さが低い。これらのため、物理攻撃に強いが魔法攻撃に弱い。斧も使っての戦いが主体で、魔法は一切習得できない。
「魔術師」→「ウィザード」
魔法を主とした攻撃をする職業。使える魔法はキャラクターによって異なるが、基本的に1種類以上の攻撃呪文にステータス異常をもたらす魔法を覚える者もいる。武器に杖を装備できる。魔法は外れることなく防御力に関係なくダメージを与えることができ、広範囲に攻撃できるものもある。しかし、MPが尽きると戦力が大幅に低下することと、防御力が低いことが欠点である。
「僧侶」→「司祭」
シンシア専用の職業。回復魔法を扱うことができる。また、複数の味方を回復できる魔法やステータス異常を回復させる魔法を覚えることもある。魔導士よりは若干攻撃力・防御力があるが、戦士や騎士には大きく及ばない。
「アーチャー」→「スナイパー」
ソネット専用の職業。弓を使った遠距離攻撃を得意とする職業。弓はスピアとは違い隣接した敵を攻撃できないが、上位の武器を手に入れる事で攻撃範囲が広がる。魔法と違い、MPを消費せずに遠くの敵を攻撃できる。
「鳥人」→「バードラー」
飛行ユニット。壁以外の地形なら高い山でも影響なく進軍でき、移動力自体も高い。反面防御力と体力がかなり低く、地形による防御補正も得られない。剣系の武器を装備でき、素早さを中心に成長していく。
「モンク」→「マスターモンク」
僧侶よりも高い攻撃・防御力を持ち、回復魔法も使うことができるが、MPが少ない。武器はグローブ系を装備可。
「シーフ」→「忍者」
移動力は高くないが、間接攻撃可能なナイフ系の武器を装備可能で高い山以外の地形に左右されずに移動が可能。
忍者に転職後は攻撃魔法に相当する特殊技「忍術」が使用できる点が最大の特徴。
「竜戦士」
エリック専用の職業。飛行ユニット。攻撃力・防御力・体力は鳥人より優秀で地形による防御補正も得られる。反面素早さ・移動力が低く高い山を越えられない。
「サムライ」
コジロウ専用の職業。移動力は高くないが、攻撃力・防御力は高い。
「魔族」
オッドアイ専用の職業。ランダムで特殊攻撃のオッドアイビームを発射できる。

## 登場人物

### シャイニングフォース
イアン
主人公。マックスがパルメキアに渡った頃にハッサンの町にやってきた不思議な少年。主人公であるにもかかわらず、最初の戦闘には参加できない。カインの息子。カオスブレイカーは本作のエンディングにてフォースブレードと名前を変えてグランス島の神殿に安置されることとなり、数百年後、シャイニングフォース2にて遺跡となったその神殿を訪れたボウイたちに発見される。
職業：剣士→勇者
主人公らしくバランスがとれた能力であり、戦力としては申し分がない。スパークの魔法が使えるが、リターンの分を残さないと泣きを見る場合がある。
アダム
マックスの為に作られた機械兵で、シャイニングフォースの元メンバー。今作では軍師役を務める。
ミード
ケンタウロス族の少年で、非常にまじめな性格。最初の戦闘ではリーダーを務める。
職業：騎士→パラディン
ステータスは騎士系にしては防御に優れたタイプ。攻撃力の高い敵が多い場所でも安定して前線に出撃できる。
ペイジ
ドワーフ族の少年で、斧を武器に使う戦士。ややお調子者の性格。初期メンバー。
職業：戦士→ウォリアー
ステータスはHPの低さがネックだが、転職直後のHP成長率が非常に優秀。直接攻撃力は伸びるため純粋な攻撃役である。序盤は壁役としても優秀。
ハウエル
人間族の魔術師で、火炎系の魔法が得意。学者の卵であり、研究熱心な性格。初期メンバー。後にフォースIIに登場するキャラクター、カズンの師匠となる。
職業：魔術師→ウィザード
ステータスは平均的。序盤から中盤にかけて、重要な範囲攻撃役となる。しかし、攻撃魔法がブレイズ・フリーズなので、魔法攻撃力が見劣りしやすい。
ソネット
エルフ族のアーチャーで、皆に慕われるお姉さんタイプ。初期メンバー。
職業：アーチャー→スナイパー
弓兵のため、防御面がいまいちだが、HPの成長率が安定していることもありそれ以外の不満点は少ない。優秀な攻撃補助役になりうる。
ナックル
巨人族のモンクで、かなりのんきな性格だが実力は高い。初期メンバー。
職業：モンク→マスターモンク
初期能力こそ弱いが、攻撃面の成長率は桁違いに高く、終盤のエース級の仲間にすら匹敵するほどに育つ。
シンシア
ハッサンの町の長老の孫娘で、とてもやさしくおとなしい僧侶の女の子。責任感が強く、ミシャエラにさらわれた祖父を救い出すために仲間に加わる。
職業：僧侶→司祭
ステータスは全て低い。特にMPの初期値が低い上に成長率も低めなため、序盤は非常に運用が難しい。しかし回復役としては唯一範囲回復魔法のオーラを扱えるため、最優秀候補。
ルブラン
エルフ族のシーフで、盗賊団のボス。エルフ族には珍しい高慢な性格。ミシャエラに子分を人質に取られ仕方なく遺跡の破壊を命じられていたが失敗。その上子分も目の前で殺され、復讐のために仲間になる。
職業：シーフ→忍者
移動力に難はあるが間接攻撃を行える上に攻撃面での成長が高く、転職後は忍術も行使可能と幅広い運用が可能。
キッド
鳥人族の国、ビトー国の戦士。やや子供っぽい印象はあるが実力は十分。
職業：鳥人→バードラー
飛行ユニットとしては攻撃力・防御力ともに安定しており扱いやすい。
シルビア
ケンタウロスの国、パキャロン国の名門の出の少女で、その血筋にたがわぬ実力を持つ。
職業：騎士→パラディン
ステータスはHPの成長に優れたタイプで全体的な成長のバランスもよく、運用に困ることはない。
ジュリア
鳥人族の国、ビトー国の戦士。少し高慢なところはあるが実力はある。
職業：鳥人→バードラー
飛行ユニットとしてはHPの成長率が高め。防御がやや弱い。
エリック
ドラゴンニュート族の竜戦士。間違いと知りつつ悪魔軍についてしまった父のために悪魔軍を倒すことを決意し仲間になる。
職業：竜戦士
飛行ユニットとしては飛行タイプが浮遊のため地形効果を得られ、攻撃面では鳥人を上回る能力を持つが、飛行できる地形に制限あり。
ミント
キャントール族の魔術師で、電撃系の魔法が得意。博識ではあるが世間知らずな面も。ミトゥラ神の命を受けて仲間になる。
職業：ウィザード
ステータスは平均的。攻撃魔法がフリーズ・スパークなので、魔法攻撃力の面ではこちらが優秀。
モートン
修験者の里にある神通力の泉で修行をしていた巨人族のモンク。マックスとともにグランス島へ渡ってきた。グランス島の案内人として仲間になる。
職業：マスターモンク
能力面ではやや晩成型の傾向があるが総じて優秀。習得できる魔法は補助系の魔法が使いやすく、魔法の有用性ではややこちらに分がある。
サスケ
伊賀の忍者で、闇に生きる忍者らしからぬ非常に豪快な性格。隠しメンバー。
職業：忍者
移動力に難はあるが間接攻撃を行える上に攻撃面での成長が高く、忍術も行使可能と幅広い運用が可能。成長面はその豪快な性格を反映してか早熟型。
リディオン
ドワーフ族の老戦士。古風で厳格な性格。マックスとともにミシャエラを追ってグランス島へ渡るもリンクスに敗北し捕らえられる。リンクスに勝利後、イアンたちに引き渡される形で仲間になる。
職業：ウォリアー
能力は十分に高いので即戦力として運用可能だが、仲間になる時期が遅いため運用のしやすさはペイジの成長具合に依存。
コジロウ
東方より馳せ参じた、爽やかな出で立ちの侍。強き敵を探し求めてグランス島へやってきた。隠しメンバー。
職業：サムライ
能力は十分に高いので即戦力として運用可能。装備品の最強の刀であるコジロウの刀はヘルブラストL2の効果があるため、運用の幅は広い。
マックス
シャイニングフォースIの主人公。復活したミシャエラの野望を砕くためにパルメキア大陸に渡るも取り逃がし、グランス島に渡るが敗北してしまう。
職業：勇者
イアンと同じく主人公らしくバランスがとれた能力であり、戦力としては申し分がない。スパークの魔法も行使可能。
オッドアイ
悪魔王ゼオン配下の魔族の貴公子。訳あって仲間になる。
職業：魔族
戦場でのみ仲間になる。町へ撤退しても本陣にはいないが、経験値は蓄積される。ランダムでオッドアイビームを放つ。

### 悪魔軍
ミシャエラ
シャイニングフォースⅠの敵の残党で、本作では悪魔軍の総大将として一行の前に立ちはだかる。何故か顔つきも口調も別人のように変化しているが、自身の分身(ミシャエラドール)を作り出す能力は健在である。
リンクス
悪魔軍の幹部。悪魔族ではあるが人間(あるいはエルフ)に近い容姿をしており、強者との戦いを求める武人肌な一面もあるものの、礼節と騎士道を重んじ、戦いにおいても正々堂々たる立ち振舞いを貴ぶ好漢。そのため卑怯な行いはたとえミシャエラの命令であっても拒否し、捕虜となったリディオンも殺さず保護しており、敵であるはずのアダムやリディオンからも「リンクス殿」と呼ばれるほど。
メイガス
悪魔軍の幹部(軍師)。勝つためには手段を選ばず、卑怯な戦法を好んで用いる小太りの悪魔。そのためリンクスとは反りが合わず、ミシャエラに対しても表面上は従っているものの陰で悪態をつくなど、他の幹部たちとの仲もあまり良くはない。
エイク
悪魔軍の幹部。いかにも武人然とした厳しい容姿と口調が特徴的で、ミシャエラからの信頼も篤く、メイガスの敗死に憤りを隠さないなど、仲間意識も強い。また、戦闘時は高レベルのフリーズも使いこなすなど、見かけによらず多彩な攻撃を仕掛けてくる。
ダークソル

### その他のキャラ
長老
港町ハッサンの長老で、シンシアの祖父。本名は不明。イアンの正体を知る重要人物だが、ストーリー序盤で悪魔軍に拉致されてしまう。中盤、彼を幽閉していた砦を守るエイクが倒されたことで解放されるが、その後ミシャエラの攻撃からアダムを庇って致命傷を負い、死亡。